# DFB-Jugend-Kicker-Pokal 1996/97
DFB-Jugend-Kicker-Pokalsieger 1996/97 wurde die zweite Mannschaft vom VfB Stuttgart. Im Endspiel siegten die Stuttgarter am 5. Juli 1997 im Mendener Huckenohlstadion mit 3:1 gegen den FC Schalke 04.

## Teilnehmende Mannschaften
Am Wettbewerb nahmen die Juniorenpokalsieger bzw. dessen Vertreter aus den 21 Landesverbänden des DFB teil, sowie elf weitere Mannschaften aus den neugeschaffenen sechs Regionalligen.
| Regionalverband Nord | Regionalverband West | Regionalverband Südwest | Regionalverband Süd | Regionalverband Nordost |
| --- | --- | --- | --- | --- |
| - Schleswig-Holstein: Holstein Kiel - Hamburg: SC Concordia Hamburg - Bremen: Werder Bremen - Niedersachsen: Eintracht Braunschweig --------------------------------------- - Regionalliga Nord: VfL Wolfsburg FC St. Pauli | - Westfalen: VfL Bochum - Mittelrhein: Bayer 04 Leverkusen - Niederrhein: KFC Uerdingen 05 --------------------------------------- - Regionalliga West: FC Schalke 04 SG Wattenscheid 09 | - Rheinland: Spvgg Andernach - Südwest: 1. FSV Mainz 05 - Saarland: 1. FC Saarbrücken --------------------------------------- - Regionalliga Südwest: TuS Koblenz FSV Oggersheim | - Hessen: Eintracht Frankfurt - Baden: Karlsruher SC - Südbaden: Kehler FV - Württemberg: VfB Stuttgart II - Bayern: FC Bayern München --------------------------------------- - Regionalliga Süd: VfR Heilbronn SC Freiburg 1. FC Nürnberg | - Mecklenburg-Vorpommern: Greifswalder SC - Brandenburg: FC Energie Cottbus - Berlin: FC Hertha 03 Zehlendorf - Sachsen-Anhalt: 1. FC Magdeburg - Thüringen: SV JENAer Glaswerk - Sachsen: 1. FC Dynamo Dresden --------------------------------------- - Regionalliga Nordost: Staffel Nord Tennis Borussia Berlin Staffel Süd VfB Leipzig |

## 1. Hauptrunde
| Gruppe Nord:     |                         |                       |                         |
| So 15.06., 11:00 | SG Wattenscheid 09      | 3:1                   | FC St. Pauli            |
| Sa 14.06., 15:00 | Holstein Kiel           | 1:3                   | VfL Bochum              |
| So 15.06., 11:00 | Tennis Borussia Berlin  | 2:2 n. V. (4:6 i. E.) | FC Schalke 04           |
| So 15.06., 11:00 | SC Concordia Hamburg    | 0:2                   | KFC Uerdingen 05        |
| So 15.06., 11:00 | Eintracht Braunschweig  | 1:2                   | TSV Bayer 04 Leverkusen |
| So 15.06., 12:00 | FC Energie Cottbus      | 1:0 n. V.             | Greifswalder SC         |
| So 15.06., 11:00 | FC Hertha 03 Zehlendorf | 1:2                   | VfL Wolfsburg           |
| So 15.06., 11:00 | 1. FC Magdeburg         | 1:8                   | SV Werder Bremen        |
| Gruppe Süd:      |                         |                       |                         |
| So 15.06., 11:00 | FSV Oggersheim          | 2:3                   | TuS Koblenz             |
| So 15.06., 11:00 | 1. FC Nürnberg          | 9:1                   | Kehler FV               |
| So 15.06., 11:00 | 1. FC Dynamo Dresden    | 2:2 n. V. (4:3 i. E.) | SV JENAer Glaswerk      |
| So 15.06., 11:00 | Karlsruher SC           | 4:2 n. V.             | SC Freiburg             |
| So 15.06., 11:00 | SpVgg Andernach         | 0:2                   | VfR Heilbronn           |
| So 15.06., 11:00 | 1. FC Saarbrücken       | 0:1                   | VfB Stuttgart II        |
| So 15.06., 11:00 | FC Bayern München       | 3:2                   | VfB Leipzig             |
| So 15.06., 11:00 | 1. FSV Mainz 05         | 0:5                   | Eintracht Frankfurt     |

## Achtelfinale
| Gruppe Nord:     |                      |                       |                         |
| So 22.06., 11:00 | SG Wattenscheid 09   | 2:2 n. V. (1:4 i. E.) | VfL Bochum              |
| So 22.06., 11:00 | FC Schalke 04        | 0:0 n. V. (5:4 i. E.) | KFC Uerdingen 05        |
| Sa 21.06., 11:00 | FC Energie Cottbus   | 1:3                   | TSV Bayer 04 Leverkusen |
| So 22.06., 11:00 | VfL Wolfsburg        | 1:7                   | SV Werder Bremen        |
| Gruppe Süd:      |                      |                       |                         |
| So 22.06., 11:00 | TuS Koblenz          | 2:1                   | 1. FC Nürnberg          |
| So 22.06., 11:00 | 1. FC Dynamo Dresden | 2:3                   | Karlsruher SC           |
| So 22.06., 11:00 | VfR Heilbronn        | 1:3                   | VfB Stuttgart II        |
| Sa 21.06., 17:30 | FC Bayern München    | 1:0                   | Eintracht Frankfurt     |

## Viertelfinale
| Gruppe Nord:     |                         |                       |                   |
| Mi 25.06., 18.30 | VfL Bochum              | 1:1 n. V. (4:5 i. E.) | FC Schalke 04     |
| Mi 25.06., 18.30 | TSV Bayer 04 Leverkusen | 2:4                   | SV Werder Bremen  |
| Gruppe Süd:      |                         |                       |                   |
| Mi 25.06., 18.30 | TuS Koblenz             | 1:5                   | Karlsruher SC     |
| Mi 25.06., 18.30 | VfB Stuttgart II        | 3:1                   | FC Bayern München |

## Halbfinale
| Gruppe Nord:     |               |                       |                  |
| So 29.06., 11:00 | FC Schalke 04 | 3:3 n. V. (5:3 i. E.) | SV Werder Bremen |
| Gruppe Süd:      |               |                       |                  |
| So 29.06., 11:00 | Karlsruher SC | 2:3                   | VfB Stuttgart II |

## Finale
| Paarung          | FC Schalke 04 – VfB Stuttgart II |
| Ergebnis         | 1:3 (0:1) |
| Datum            | 5. Juli 1997 um 15:30 Uhr |
| Stadion          | Huckenohlstadion, Menden |
| Zuschauer        | 2.000 |
| Schiedsrichter   | Alfons Berg (Konz) |
| Tore             | 0:1 Predrag Sarajlic (37.) 1:1 Dirk Grevelhörster (47.) 1:2 Peter Kehrer (83.) 1:3 Predrag Sarajlic (87.) |
| FC Schalke 04    | Christian Wetklo – Thorsten Böhm – Christian Hinz, Manuel Guglielmi – René Woischny, Ercan Yorganci (67. Christian Mikolajczak), Markus Kaya, André Tubes, André Wiwerink – Petre Golan, Dirk Grevelhörster Cheftrainer: Norbert Elgert                                                                                                  |
| VfB Stuttgart II | Antonio Romero-Rincon – Adriano Marrazzo (52. Oliver Koschmieder), Fabio Morena, Jörg Schwendemann, Matthias Straub – Alessandro Pezzulla (63. Domenico D’Andrea), Tomislav Zivic, Vincenco Scaglione (75. Peter Kehrer), Kosta Rodrigues – Giuseppe Perrino (42. Dennis Hillebrand), Predrag Sarajlic Cheftrainer: Hans-Martin Kleitsch |
| Gelbe Karten     | Tubes – Marrazzo, Sarajlic |